# AERMOD
O AERMOD (AERMIC Model) é um sistema integrado de modelização atmosférica desenvolvido pela AERMIC da American Meteorological Society (AMS) e pela United States Environmental Protection Agency (EPA), no sentido de substituir o modelo ISCST3.
O AERMOD compreende os seguintes módulos:
- Um modelo de dispersão projectado para curto alcance (até 50 km) para a dispersão das emissões de poluentes atmosféricos provenientes de fontes industriais.[2]
- Um processador de dados meteorológicos, (AERMET), que incorpora a dispersão atmosférica com base na camada limite de turbulência planetária, assim como os conceitos de escala[2]
- Um processador de terreno, que incorpora os dados complexos da superfície terrestre com recurso ao USGS Digital Elevation Data[2]
- O PRIME (Plume Rise Modelo Enhancements), um algoritmo para modelar os efeitos de downwash criado pela poluição gerada por plumas junto a edificios.[3]